# Bergatreute
Bergatreute ist eine Gemeinde im baden-württembergischen Landkreis Ravensburg in Deutschland.

## Geographie
Bergatreute liegt in Oberschwaben, am Ostrand des Altdorfer Walds auf einer Höhe von 505 bis 660 m ü. NHN in unmittelbarer Nähe der Heilbäder Bad Waldsee und Bad Wurzach. Die Kreisstadt Ravensburg liegt rund 15 Kilometer (Luftlinie) südwestlich.

### Gemeindegliederung
Neben dem Hauptort Bergatreute besteht die Gemeinde aus den Ortsteilen Bolanden, Gwigg und Witschwende sowie aus den Weilern Abetsweiler, Engenreute, Engetweiler, Furt, Gambach, Giesenweiler, Oberstocken, Tal und Unterstocken. Hinzu kommen die Einzelsiedlungen und Gehöfte Dobelmühle, Eckhäusle, Forst, Furtmühle, Giras, Klösterle, Löffelmühle, Mühlholz, Neuforst, Riedhof, Siegenwieden, Sommers und Talmühle.

### Nachbargemeinden
Die folgenden Städte und Gemeinden grenzen an die Gemeinde Bergatreute (im Uhrzeigersinn, beginnend im Norden): Bad Waldsee, Wolfegg, Schlier, Baienfurt und Baindt.

## Geschichte

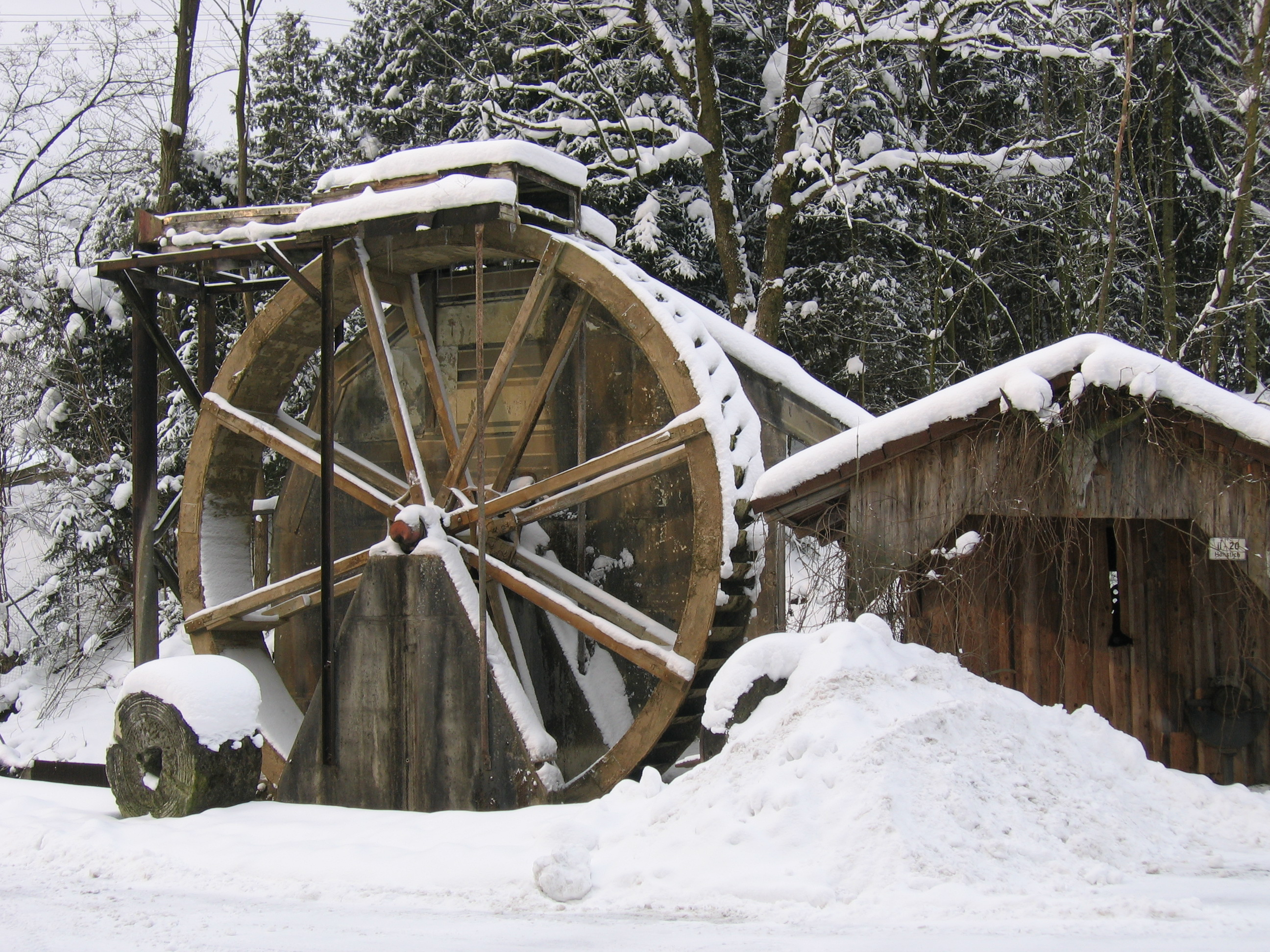
Löffelmühle

### Mittelalterliche Ortsgeschichte
Der Name Bergatreute lässt auf eine Besiedlung im ersten nachchristlichen Jahrtausend schließen. Der Name dürfte von einem Berengar heißenden Sippenoberhaupt herrühren, der in einer Rodung eine Siedlung gründete. Eine erste urkundliche Erwähnung aus dem Jahr 1147 als „Berngartruti“ benennt den Ort als Eigentum der Abtei Weingarten.
Während der Zeit der Stammesherzogtümer lag der Ort im Herzogtum Schwaben. Seit 1268 gehörte das Dorf zur Landvogtei Schwaben, die 1486 an Vorderösterreich fiel. Größter Grundherr am Ort war die Abtei Weingarten.

### Landvogtei, Pest und Wallfahrt
Von 1268 bis 1805 bildete Bergatreute das siebte Amt der Landvogtei Schwaben mit Sitz in Altdorf. Der erste Ortsgeistliche, Hainricus Rector ecclesiae de Berngartruiti, wird 1275 erwähnt. Um 1500 wurde auf dem Kirchplatz erste Kirche im gotischen Stil erbaut. Das Gefecht bei Gaisbeuren des Bauernkrieges (1525) und der Dreißigjährigen Krieges (1618–1648) hinterließen ihre Spuren. 1634 dezimierte die Pest die Bevölkerung Bergatreutes bis auf zwanzig Personen im Kernort. In der Folgezeit siedelten sich Familien aus der Schweiz, Südtirol und Österreich an.
Im Jahr 1686 gelangte das Gnadenbild Maria vom Blut nach Bergatreute, was zu einem stark zunehmenden Wallfahrerzustrom führte. Dies machte den Neubau einer größeren Kirche (1694–1697) notwendig, die heutige Barockkirche St. Philippus und Jakobus mit Zwiebelturm ist bis heute Ortsbildprägend. Bergatreute war ab dem 16. Jahrhundert auch eine wichtige Post-, Übernachtungs- und Pferdewechselstation der Postlinie von Thurn und Taxis von Wien nach Paris.

### Zugehörigkeiten in der Neuzeit
Im Rahmen des Preßburger Friedens kam das Gebiet 1805 an Württemberg. Bei der Umsetzung der neuen Verwaltungsgliederung im 1806 gegründeten Königreich Württemberg wurde Bergatreute dem Oberamt Waldsee zugeordnet. Der Oberamt Waldsee gehörte der Ort durchgehend bis 1806 bis 1934, danach Kreis Waldsee von 1934 bis 1938 umbenannt, an. Mit der größeren Kreisreform von 1938 kam Bergatreute zum Landkreis Ravensburg. Nach dem Zweiten Weltkrieg wurde der Ort Teil der französischen Besatzungszone und erfuhr somit die Zuordnung zum neu gegründeten Land Württemberg-Hohenzollern, welches 1952 im Land Baden-Württemberg aufging.

### Einwohnerentwicklung
| Jahr | Einwohner |
| ---- | --------- |
| 1900 | ca. 900   |
| 1939 | 1404      |
| 1950 | 1628      |
| 1970 | ca. 2200  |
| 1991 | 2681      |
| 1995 | 2876      |
| 2005 | 3186      |
| 2010 | 3145      |
| 2015 | 3108      |
| 2020 | 3197      |

(Quelle unter)

## Religion
Bergatreute ist wie das gesamte Umland römisch-katholisch geprägt. Eine Pfarrkirche ist seit 1143 nachweisbar. Die Gemeinde ist Sitz der Pfarrei St. Philippus und Jakobus in Bergatreute, die zur Seelsorgeeinheit Oberes Achtal gehört. Früher gehörte die Kirchengemeinde zum Dekanat Waldsee, das 2008 im Dekanat Allgäu-Oberschwaben der Diözese Rottenburg-Stuttgart aufging.
Die evangelischen Christen in Bergatreute sind Mitglieder der Kirchengemeinde Alttann, die zum Kirchenbezirk Ravensburg der Württembergischen Landeskirche gehört.

## Politik

### Gemeinderat
Bei der Kommunalwahl am 9. Juni 2024 wurde der Gemeinderat durch Mehrheitswahl aus einer Einheitsliste gewählt. Mehrheitswahl findet statt, wenn kein oder nur ein Wahlvorschlag eingereicht wurde. Der Gemeinderat besteht aus 12 Mitgliedern, zusätzlich ist der Bürgermeister im Gemeinderat stimmberechtigt. Die Wahlbeteiligung betrug 69,2 %.

### Schultheißen
- Anton Senser (1848 bis 1869)
- Anton Oberhofer (1869 bis 1870)
- Dominikus Feuerstein (1881 bis 1923)

### Bürgermeister
- Konstantin Mantel (1923 bis 1938)
- Ernst Münsch (1939 bis 1945)
- Erwin Thurner (1945 bis 1946)
- Alois Küble (1946 bis 1954)
- Wilhelm Fleischer (1954 bis 1986)
- Ulrich Neumann (1987 bis 2002)
- Helmfried Schäfer (seit 2003)[5]

### Wappen
| Wappen der Gemeinde Bergatreute | Blasonierung: „In Blau auf grünem Dreiberg drei goldene (gelbe) Ähren.“ |
| Wappen der Gemeinde Bergatreute | Wappenbegründung: Für das Jahr 1923 ist ein Farbdruckstempel der Gemeinde belegt, der in einem Wappenschild mit der für die Zeit um 1820 charakteristischen Form einen mittels Schraffur als grün ausgewiesenen Hügel zeigt, aus dem vier Ähren wachsen. Dieses auf Anregung der Archivdirektion Stuttgart im Jahre 1938 in die jetzige Form gebrachte Wappen weist auf die hügelige Lage der Gemeinde sowie auf deren Ursprung, eine landwirtschaftliche Rodungssiedlung (Reute), hin. |

### Partnerschaften
Bergatreute unterhält seit 1992 partnerschaftliche Beziehungen zu der Gemeinde Leubnitz (Vogtland) in Sachsen.

## Kultur und Sehenswürdigkeiten
Bergatreute liegt an folgenden touristischen Straßen und Wanderwegen:
- Oberschwäbische Barockstraße[7]
- Donau-Bodensee Radweg
- Main-Donau-Bodensee-Weg – Hauptwanderweg 4 des Schwäbischen Albvereins
- Oberschwäbischer Jakobsweg, von Ulm nach Konstanz[8]
- Wanderreiten in Oberschwaben – Kreis Ravensburg[9]

### Bauwerke

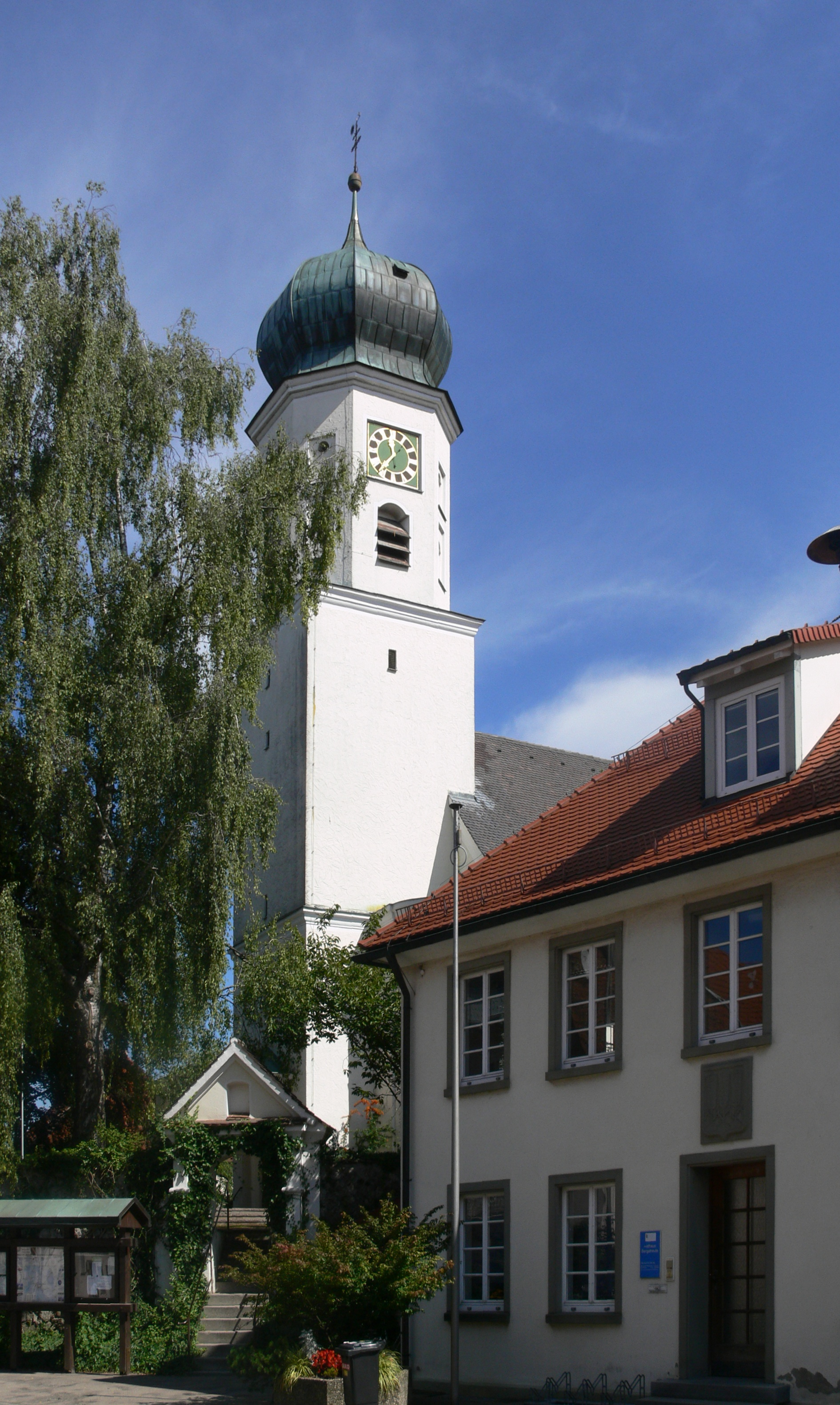
Pfarr- und Wallfahrtskirche Bergatreute

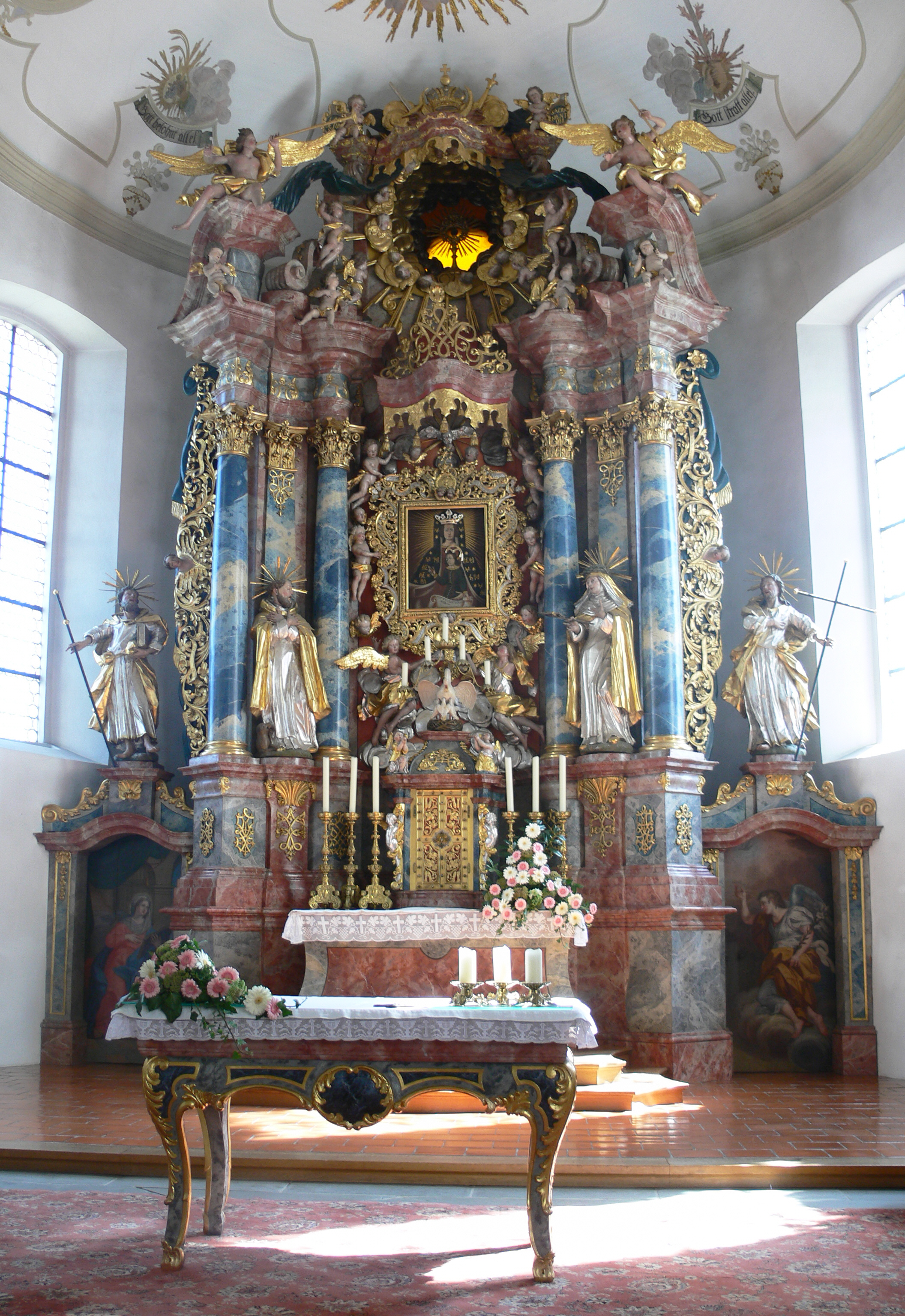
Pfarr- und Wallfahrtskirche Bergatreute: Hochaltar von 1730 mit dem Gnadenbild von 1686

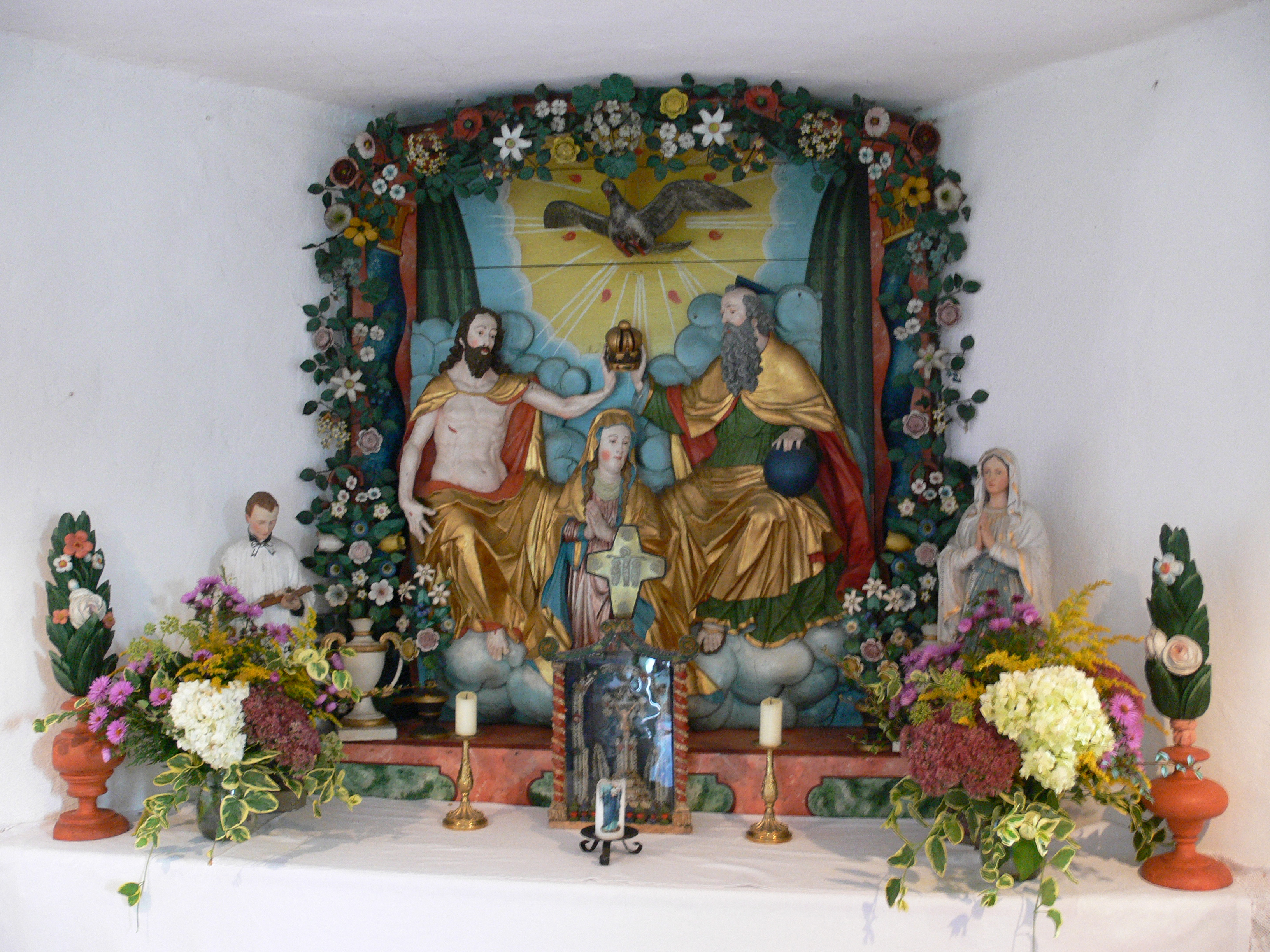
Marienkrönung in der Kapelle Abetsweiler

Wahrzeichen und kunstgeschichtlich bedeutendstes Bauwerk von Bergatreute ist die Pfarr- und Wallfahrtskirche St. Philippus und Jacobus. Der Bau der barocken Kirche wurde 1730 vollendet, nachdem die vorherige Pfarrkirche für die Aufnahme der Wallfahrer zum wundertätigen Gnadenbild „Maria vom Blut“ nicht mehr ausreichte. Dieses Gnadenbild wird seit 1686 in Bergatreute gezeigt; es ist eine Kopie des Gnadenbilds von Re im Piemont.
Auf dem Gemeindegebiet stehen sechs römisch-katholische Kapellen, die auch als „Bergatreuter Kapellenkranz“ bekannt sind:
- Kapelle St.Georg in Gwigg, 1718 (im 18. Jahrhundert Filialkirche von Haisterkirch); Ausstattung: Figuren der Hl. Konrad und Norbert
- Kapelle Abetsweiler, wohl erste Hälfte 17. Jahrhundert, Ausstattung: Hochaltar (Mitte 18. Jahrhundert), Marienkrönung aus der Werkstatt der Zürn (um 1630)
- Kapelle Furt, wohl erste Hälfte 17. Jahrhundert
- Kapelle Witschwende, zweite Hälfte 18. Jahrhundert
- Kapelle Gambach, 1860
- Friedhofskapelle Bergatreute, 1895/1896

Weiterhin befindet sich in Bergatreute mit dem Gasthaus Adler ein Zeugnis des Postwesens in Oberschwaben. Ab 1530 verkehrte der vorderösterreichische Kurs von Innsbruck über Füssen, Bergatreute, Markdorf, Stockach, Neustadt (Schwarzwald), Freiburg, ins Elsass nach Ensisheim. Das Denkmal war zudem Sitz des vorderösterreichischen Regierungskollegiums.

## Wirtschaft und Infrastruktur

### Verkehr
Bergatreute liegt an der L 314 (Baienfurt–Bad Wurzach–Aitrach). Die Stadt ist mit einigen Buslinien unter anderem mit Bad Waldsee, Weingarten und Ravensburg verbunden und gehört dem Bodensee-Oberschwaben Verkehrsverbund an.
Durch Bergatreute führt der Donau-Bodensee-Radweg. Er führt von Ulm zum Bodensee nach Kressbronn und verläuft dabei von Bad Waldsee nach Bergatreute und weiter über Wolfegg und Kißlegg nach Wangen im Allgäu.

### Bildung
In Bergatreute gibt es eine Gemeinschaftsschule und zwei Kindergärten, erstens den Kindergarten Mariä-Heimsuchung mit drei Regelgruppen und einer betreuten Spielgruppe ab dem zweiten Lebensjahr und den Kindergarten Wunderland mit zwei Regelgruppen. Beide Kindergärten werden von der katholischen Kirchengemeinde St. Philippus und Jakobus in Bergatreute geleitet.
Neu ist die kommunale Großtagespflegestelle für Kleinkinder, in der bis zu 12 Kinder ab 1 Jahr von geschulten Tagesmüttern, teilweise mit pädagogischer Ausbildung betreut werden.
Auch für die Berufsanfänger gibt es ein spezielles Angebot in der Gemeinde. Eine Berufseinstiegs- und Karrierebegleitung unterstützt bei der Berufsorientierung, bei allen anfallenden Formalitäten bei Bewerbungen und bei Problemen während der Ausbildung.

### Spielplätze
Die Gemeinde Bergatreute verfügt über sieben Spielplätze:
- Spielplatz bei der Schule: Der Spielplatz befindet sich direkt beim Schulgebäude an der Maierhofgasse. Er wurde in den Jahren 2008 erbaut und 2014 erneuert.
- Spielplatz St.-Eligius-Weg: Im Jahr 2006 wurde dieser Spielplatz erneuert. Er verfügt über einen neuen Spielturm mit Rutsche und einen gespendeten Kinderkreisel.
- Spielplatz Am Tobel: Dieser Spielplatz wurde 1995 angelegt und bietet klassische Spielelemente wie einen Sandkasten.
- Spielplatz Sonnenberg: Der Spielplatz im Baugebiet Sonnenberg wurde 2016 abgebaut und im Mai 2018 neu gestaltet und wiedereröffnet. Er liegt an der Straßenkreuzung zwischen dem Oberen und dem Unteren Sonnenberg und beinhaltet einen Spielturm.
- Spielplatz an der Freizeitanlage Bierkeller: Der Spielplatz und die Freizeitanlagen befinden sich im Bierkellerweg 50 direkt bei den Tennisplätzen. Er wurde 2002 erneuert.
- Spielplatz Ritzentaläcker I: Ursprünglich Mitte bis Ende der 1970er Jahre gebaut, wurde dieser Spielplatz 1991 erneuert. Im Jahr 2018 erfolgte der Bau einer Seilbahn. Er befindet sich etwas versteckt an dem Fußgängerweg zwischen Gartenstraße und Nelkenstraße.
- Spielplatz Halli Galli Ritzentaläcker III: Dieser Spielplatz wurde 2007 im Zuge der Erschließung des Baugebietes Ritzentaläcker III gestaltet und 2008 eingeweiht.
- Er ist über Fußgängerwege in der Goldregenstraße zugänglich und bietet eine Nestschaukel, einen Kreisel, einen Kletterturm und einen Sandkasten mit Rutsche.[11]

### Sportstätten
Bergatreute bietet diverse Sportanlagen für die Bevölkerung:
- Tennisplätze an der Freizeitanlage Bierkeller: Bei der Freizeitanlage Bierkeller befinden sich drei Tennisplätze.
- Roter Platz in der Schmidstraße: Dieser Platz liegt direkt neben der Gemeindehalle und bietet ein Hartplatzspielfeld, Basketballkörbe, eine Tartanlaufbahn sowie eine Kugelstoß- und Weitsprunganlage.
- Adlersport- und Trainingsplatz in der Witschwender Straße: Gegenüber dem Gasthaus Adler gelegen, ist dieser Trainingsplatz für jedermann zugänglich und verfügt über eine Flutlichtanlage.
- Stadion an der Waldgasse: Das Sportgelände des SV Bergatreute umfasst zwei Rasenplätze – ein Haupt- und ein Nebenspielfeld (mit Flutlichtanlage). Hier befindet sich auch das Sportheim La Ola.
- IVP-Loipe: Seit 2006 präpariert die Gemeinde Bergatreute eine Langlaufloipe, die am Sportheim Waldgasse beginnt. Sie führt über Felder und Wiesen via Bierkeller und Pfaffenberg, entlang des Bolander Waldes zurück zum Startpunkt. Die Möglichkeit zur Präparierung besteht durch ein 2006 mit Spenden der Firma IVP Max Rupp erworbenes Loipenfahrzeug.[13]
- Das Schützenhaus in Bergatreute bietet vier Schießanlagen für verschiedene Disziplinen.[14]
  - KK-Stand: Der teilgedeckte, wetterunabhängige KK-Stand verfügt über 8 Stände mit einer Distanz von 50 Metern. Er ist für Kurzwaffen und Langwaffen mit Randfeuermunition zugelassen, wobei die maximale Geschossenergie 200 Joule beträgt. Die Anlage ist mit einer elektrischen Seilzuganlage ausgestattet.
  - Sportpistolenstand: Der unterirdische und wetterunabhängige Sportpistolenstand besitzt 5 Stände auf 25 Meter Distanz. Hier sind Kurzwaffen, KK-Unterhebel, Langwaffen mit Kurzwaffenmunition, Vorderlader-Kurzwaffen und Modellkanonen bis zu einer Geschossenergie von 1.500 Joule zugelassen. Die Anlage ist mit einer Duellanlage ausgerüstet.
  - Luftgewehrstand: Der Luftgewehrstand bietet 10 Stände für Druckluft- und Federdruckwaffen im Kaliber 4,5 mm auf 10 Meter Distanz. Die maximale Geschossenergie beträgt hier 7,5 Joule. Im Jahr 2019 wurde dieser Raumschießstand auf eine moderne elektronische Anlage der Firma Meyton umgerüstet.
  - Der Outdoor-Bogenstand bietet 4 Schussbahnen mit einer maximalen Entfernung von 50 Metern. Für das Training stehen diverse 3D-Ziele zur Verfügung, darunter Fuchs, Biber und Bär.[15]

### Skaterplatz
An der Waldgasse befindet sich eine Skateranlage.

### Bücherei
Die Katholische öffentliche Bücherei St. Philippus und Jakobus in Bergatreute befindet sich in der Ravensburger Straße, zentral gelegen zwischen dem Pfarrgemeindehaus und dem Waldkindergarten Sonnenschein.

### Freizeitanlage Bierkeller
Die Freizeitanlage Bierkeller in Bergatreute wurde in den Jahren 1997/1998 zu einer umfassenden Freizeitanlage ausgebaut. Sie bietet unter anderem eine Grillstelle mit festem Bau, die auch bei Regenwetter nutzbar ist.

### Sport
Der Sportverein Bergatreute bietet Freizeitaktivitäten im Bereich Fußball, Tischtennis und Breitensport. Ebenso gibt es den Tennisclub TC 99 Bergatreute e. V. sowie die Sportschützen- und Kyffhäuserkameradschaft.

### Energie
Laut Daten des Marktstammdatenregisters vom 6. Juni 2025 verfügen die insgesamt 473 für Bergatreute gemeldeten Stromerzeugenden Anlagen über eine Gesamtnettoleistung von rund 6.166.082 kW.
- Biomasse: Es gibt 9 Biomasseanlagen in Bergatreute mit einer Brutto- und Nettoleistung von jeweils 1.484 kW. Die mittlere Leistung pro Anlage beträgt 164,889 kW, wobei die Nettoleistung zwischen 15,0 kW und 260,0 kW variiert. Die erste dieser Anlagen wurde am 29. März 2019 in Betrieb genommen.
- Sonnenenergie: Insgesamt sind 457 Solaranlagen in Bergatreute gemeldet. Diese erreichen eine Bruttoleistung von 6.757.574 kW und eine Nettoleistung von 6.163.989 kW. Die mittlere Leistung pro Anlage beträgt etwa 13,488 kW, mit einer Nettoleistung zwischen 0,4 kW und 400,0 kW. Die älteste Anlage wurde am 1. Dezember 2000 in Betrieb genommen. Insgesamt sind 24.668 Solarmodule registriert.
- Wasserkraft: Bergatreute verfügt über 6 Wasserkraftanlagen mit einer Brutto- und Nettoleistung von 661,5 kW bzw. 603,5 kW. Pro Anlage ergibt sich eine mittlere Leistung von rund 100,583 kW, wobei die Nettoleistung zwischen 3,0 kW und 450,0 kW liegt. Die erste Inbetriebnahme einer Wasserkraftanlage war am 30. November 1954.
- Mineralöl: Eine Mineralölanlage ist in Bergatreute registriert. Sie hat eine Brutto- und Nettoleistung von jeweils 5,5 kW. Die Min- und Max-Nettoleistung beträgt ebenfalls 5,5 kW. Die Inbetriebnahme dieser Anlage war am 18. September 2007.
- Stromspeicher: In Bergatreute sind 129 Stromspeicheranlagen gemeldet. Diese weisen eine Bruttoleistung von 657,629 kW und eine Nettoleistung von 649,769 kW auf, mit einer mittleren Leistung von etwa 5,037 kW pro Anlage. Die Nettoleistung der Speicher variiert zwischen 0,8 kW und 22,4 kW. Die erste Inbetriebnahme eines aktiven Speichers erfolgte am 1. Februar 2019.

## Bürger der Gemeinde
- Alois von Bendel (* 1817 in Bergatreute; † 1889 in Rottenburg), Domkapitular, Landtagsabgeordneter.
- Josef-Paul Benzinger (* 1947 in Weingarten), Hochschullehrer a. D. an der BA/DHBW Ravensburg.[18]
- Jörn-Peter Dirx (* 1947 in Bremen), Maler und Autor von Kinderbüchern
- Karl Alexander Ferdinand Eggmann (* 1827 in Wurzach; † 1913 in Bergatreute), württembergischer Politiker und katholischer Pfarrer in Bergatreute
- Monika Küble (* 1960 in Bergatreute), Autorin von historischen Romanen und Kriminalromanen (alias Helene Wiedergrün)
- Philipp Küble (* 21. August 1891 in Bergatreute; † 10. Juni 1946 in Ravensburg), römisch-katholischer Theologe
- Karl Rudolf Maria Rupp (gen. Pater Berno Rupp) (* 1935 in Bergatreute; † 2017 in Ravensburg), deutscher Salvatorianer und Sozialseelsorger
- August Schädler (* 1862 in Bergatreute; † 1925 in München), Bildhauer
- Paul Sägmüller (* 1958 in Bergatreute), Autor und Buchverleger[19]
- Alois Schmid (* 1773 in Bergatreute; † 1842 in Waldburg), Komponist
- Henrik Schwarz (* 1972 in Bergatreute), DJ und Musiker.

## Trivia
- Bergatreute wird im Text des Schwobarock-Songs Ratzariader Schenkelbatscher von Grachmusikoff als Bergatreite erwähnt.[20]